# Antrodia porothelioides
Antrodia porothelioides är en svampart som först beskrevs av Berk. & M.A. Curtis ex Cooke, och fick sitt nu gällande namn av Leif Ryvarden 1988. Antrodia porothelioides ingår i släktet Antrodia och familjen Fomitopsidaceae.   Inga underarter finns listade i Catalogue of Life.